# Johann I. von Lebus
Johann (lateinisch Ioannes, † zwischen 1302 und 1305) war von 1300 bis 1302 Bischof von Lebus.
1300 wurde er in seinem Bischofsgut Biskupice nachts entführt. Für seine Freilassung wurde ein Lösegeld erpresst. Daraufhin verlegte er den Bischofssitz in die Stadt Opatów, wo er ein neues Schloss bauen ließ.
1302 wurde Johann bei einer Versammlung im Domstift in Breslau erwähnt. Weitere Nachrichten sind über ihn nicht bekannt.